# فرانك أليتر
فرانك أليتر (بالإنجليزية: Frank Aletter)‏ مواليد 14 يناير 1926 في كوينز، الولايات المتحدة - الوفاة 13 مايو 2009 في كاليفورنيا، هو ممثل أمريكي بدأ مسيرته الفنية سنة 1955. امتدت مسيرته الفنية لأكثر من 36 عاما.

## الأعمال
- السيد روبرتس
- تورا! تورا! تورا!

## روابط خارجية
- فرانك أليتر على موقع IMDb (الإنجليزية)
- فرانك أليتر على موقع أول موفي (الإنجليزية)
- فرانك أليتر على موقع قاعدة بيانات برودواي على الإنترنت (الإنجليزية)
- فرانك أليتر على موقع قاعدة بيانات الأفلام السويدية (السويدية)
- فرانك أليتر على موقع قاعدة بيانات الفيلم (الإنجليزية)